# سیدآباد (کمیجان)
سیدآباد یک روستا در ایران است که در دهستان خسروبیگ شهرستان کمیجان واقع شده‌است.